# Dicranomyia baileyi
Dicranomyia baileyi är en tvåvingeart. Dicranomyia baileyi ingår i släktet Dicranomyia och familjen småharkrankar.

## Underarter
Arten delas in i följande underarter:
- D. b. baileyi
- D. b. omeiana